# Johannes Honterus
Johannes Honterus, eredeti nevén Holler (magyarosan: Honterus János) (Brassó, 1498 – Brassó, 1549. január 23.) erdélyi szász származású humanista polihisztor, egyházszervező lutheránus reformátor, természettudós, pedagógus, könyvkiadó és jogász. A Honterus név a Honter latin változata, ez pedig a német Holler vagy Holunder szász megfelelője.

## Élete
Édesapja, Georg (Austen) Holler, módos brassói timármester volt. Fia jó nevelést kapott, először valószínűleg a Domonkos-rendi szerzetesektől. 1520-ban Johannes Aust néven beiratkozott a bécsi egyetemre, ahol filozófiát hallgatva 1522-ben megszerezte a „Baccalaureus” fokozatot, majd 1525-ben a „magister artium” címet is, ezúttal Johannes Holler Coronensis (Brassó német neve = Kronstadt) néven. Valószínű, hogy az egyetemen az erdélyi szász származású Martin Capinius jogásszal is kapcsolatba került 1529-ben, Bécs török ostrom idején Honterus Regensburgba menekült, Johannes Turmair-Aventinus történészhez. Ebben az időszakban a neve Johannes Hynter-Hunterus volt. 1530-ban a krakkói egyetemen tanított Johannes Georgii de Corona, Artium Magister Viennesis néven. Ugyanebben az évben kiadta első műveit, a világ leírását és egy latin nyelvtant. A következő három évben Bázelben, az európai humanizmus központjában fametszést és nyomdászatot tanult. Itt nyomtatta ki 1532-ben Erdély térképét.

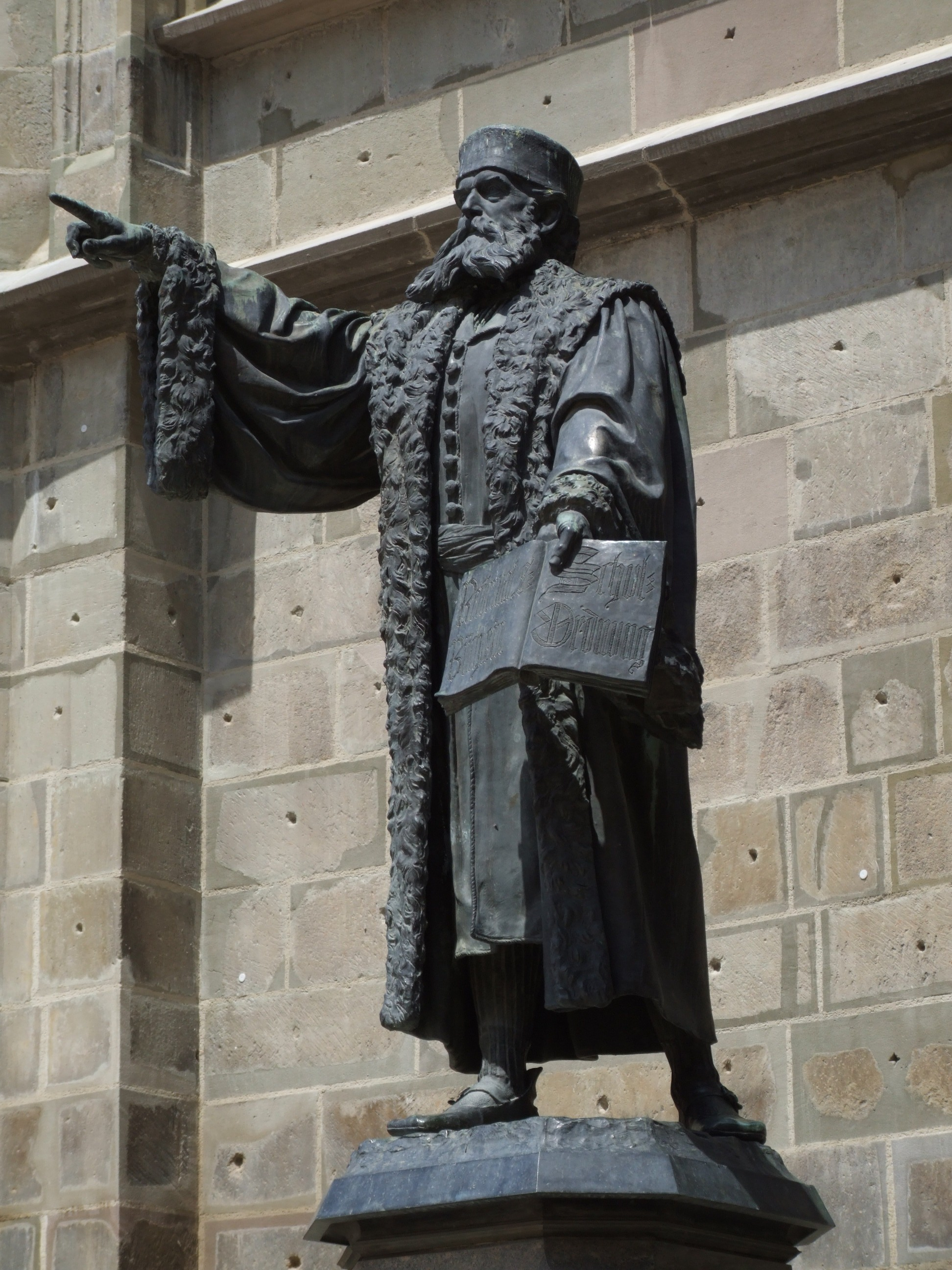
Szobra Brassóban

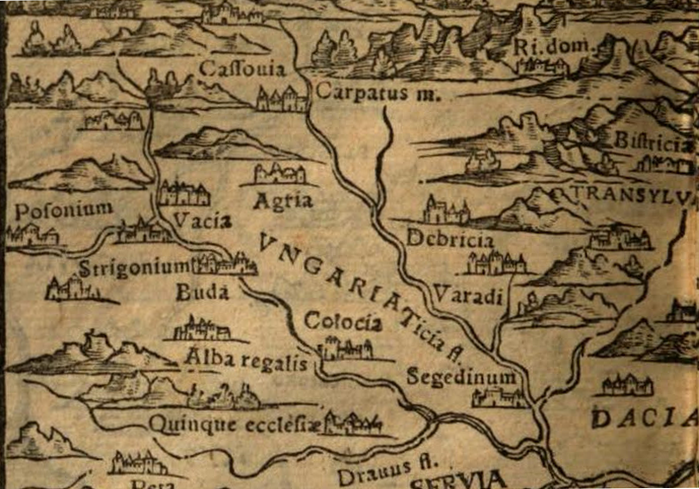
Térképrészlet a Rudimenta Cosmographica c. műből

1533-ban Honterus visszatért Brassóba. 1535-ben megnősült és a „Százak tanácsába” választották, majd 1536-tól városi tanácsossá vált. Brassóban nyomdát alapított, ahol többek között 1543-ban kinyomtatta a „Reformationsbüchlein für Kronstadt und das Burzenland” („Reformkönyvecske Brassó és a Barcaság számára”) és az „Apologia”, című könyveket, majd 1547-ben a „Kirchenordnung aller Deutschen in Siebenbürgen” című egyházi szabályzatot. 1544-ben Brassóban első pappá választották. Ezek tartalmazták az erdélyi szász egyház reformjának hittételeit, amelyek Luther hatására készültek. és amelyeket Luther és Philipp Melanchthon is elismeréssel fogadott. 1546-ban Honterus nyomására létesült Brassóban a tartomány első papírgyára.
Johannes Honterust különösen foglalkoztatta az ifjak nevelése. Újjászervezte a brassói német nyelvű iskolát. 1541-ben az iskola új épületet, majd egy évvel később saját könyvtárat is kapott. Honterus kidolgozta az iskola működési szabályzatát „Constitutio Scholae Coronensis” (1543) és „Coetus” néven diákegyletet szervezett.
1542-ben Brassóban újra kinyomtatta tankönyvét, ezúttal versbe szerdve, Rudimenta Cosmographica címen. Úgy vélte, hogy a verses forma segít a diákoknak az információ memorizálásában. 
A könyv, amely 13 térképet is tartalmazott, 39 kiadást ért meg Brassóban, Zürichben, Antwerpenben, Baselben, Rostockban, Prágában és Kölnben. Az utolsó újrakiadása 1602-ben történt, de egyes részei még 1692-es kiadású könyvekben is megjelentek.
Honterus két jogi munkával járult hozzá a humanista jogtudomány hazai elterjesztéséhez. A Sententiae című csaknem 100 oldalas, 1539-ben megjelent műve Justinianus Digestájából vett idézetekből áll. A humanista oktatási módszereknek megfelelően rövid, könnyen tanulható közhelyeket (loci communes) kívánt a hallgatók rendelkezésére bocsátani, ugyanakkor az antik forrásokhoz való visszatérést is elő kívánta segíteni. A könyvet Szapolyai János magyar királynak és erdélyi vajdának ajánlotta: „Semmi sem fennköltebb az adományok közül, melyet az Isten az emberiségnek adott, mint az igazságosság, amely magába olvasztja valamennyi erényt.” A könyv politikai állásfoglalás volt Szapolyai mellett I. Ferdinánd ellenében, Verancsics Antal királyi titkár írt érte köszönőlevelet.
Második munkája, a Compendium iurus civilis 1544-ben készült el. A könyv a római jog addigi legteljesebb Magyarországon nyomtatott összefoglalója volt. Honterius a reformáció szellemében a katolikus kánonjog ellen és a természetjog mellett érvelt benne. A lutheri felfogáshoz kapcsolódva úgy tartotta, hogy egy közösségen belül csak a politikai hatalomnak van joga törvényeket alkotni.
Johannes Honterus 1549. január 23-án Brassóban halt meg, és a Fekete templomban nyugszik.